# Ahorn (Gemeinde Bad Ischl)
Ahorn ist eine Ortslage im Salzkammergut in Oberösterreich wie auch Stadtteil, Ortschaft und Katastralgemeinde der Stadtgemeinde Bad Ischl im Bezirk Gmunden.

## Geographie

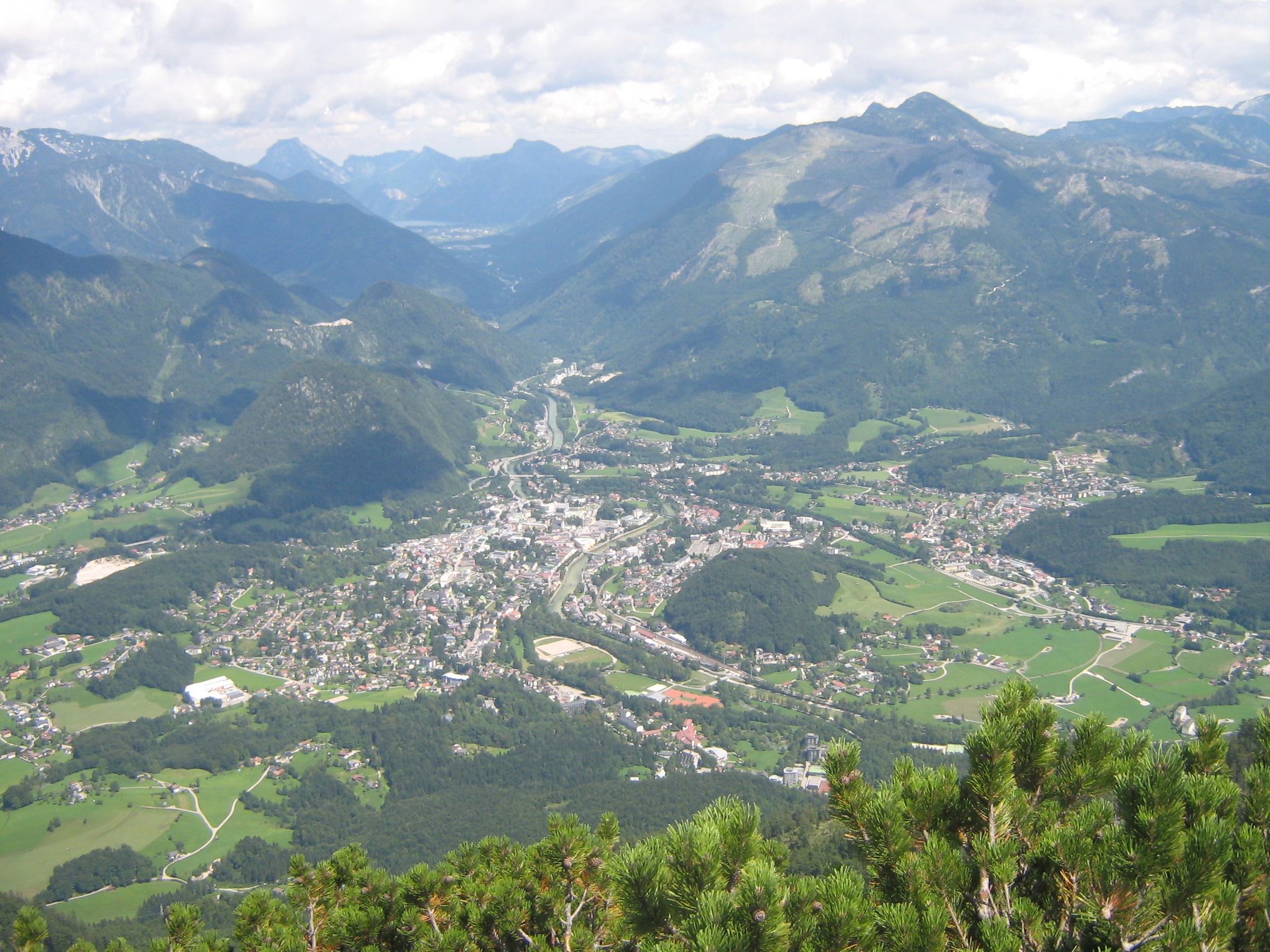
Ischler Becken (Trauntalauswärts), links unten Ahorn

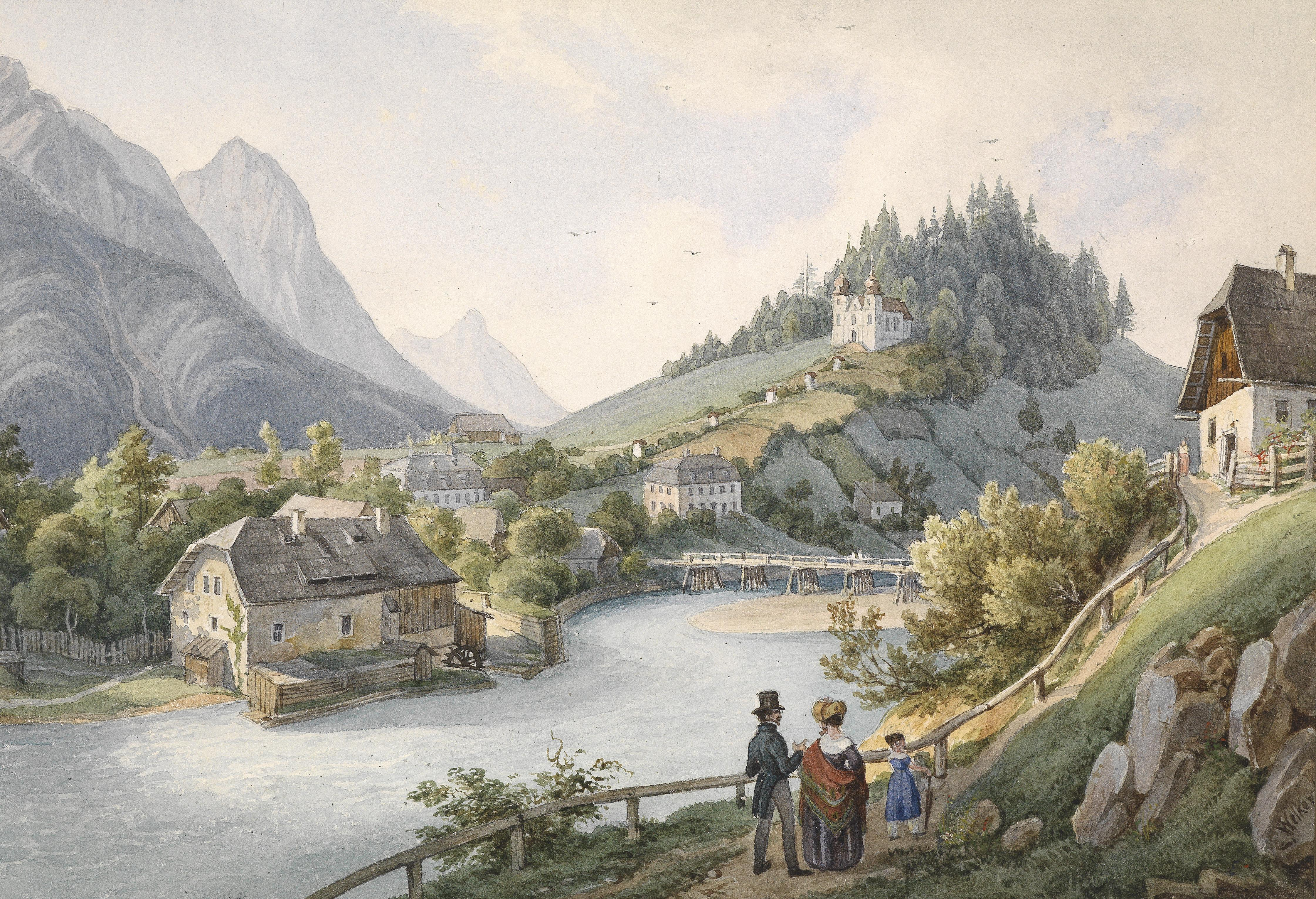
Blick Richtung Wolfgangtal auf den Kalvarienberg und links davon die noch unbesiedelte Flur Ahorn
(Motiv aus Bad Ischl, Ernst Welker, 1857)

Der Ort befindet sich direkt westlich vom Ischler Stadtzentrum, zwischen dem Kalvarienberg (606 m ü. A.) und dem Fuß der Katrin, der Anhöhe Katereck (594 m ü. A.).
Die Ortslage erstreckt sich über 2½ Kilometer. Sie beginnt an der Eglmoosgasse, und erstreckt sich dann beiderseits der Ahornstraße, die über den Sattel zwischen Kalvarienberg und Katereck (ca. 560 m ü. A.) verläuft, und dann wieder hinunter ins Wolfgangtal unweit der Ischlbrücke der B158 bei Haiden führt. Die Lindaustraße, die von Reitanlage Kaltenbach südlich davon heraufkommt, führt als Höhenstraße weiter nach Lindau.
Die Ortschaft Ahorn umfasst etwas unter 200 Gebäude mit 567 Einwohnern.
Zur Katastralgemeinde Ahorn mit 208,60 Hektar  gehört auch die Ortschaft Steinbruch nördlich unterhalb des Kalvarienbergs an der B158 und der Ischl. Diese bildet die Nordgrenze des Katastralgebiets.
| Haiden (KG)      | Steinbruch (Stt., O)       | Jainzen (Stt., O u. KG)   |
| Lindau (O u. KG) |                            | Bad Ischl (Stt., O u. KG) |
|                  | Kaltenbach (Stt., O u. KG) |                           |

## Geschichte, Infrastruktur, Kultur und Sehenswürdigkeiten

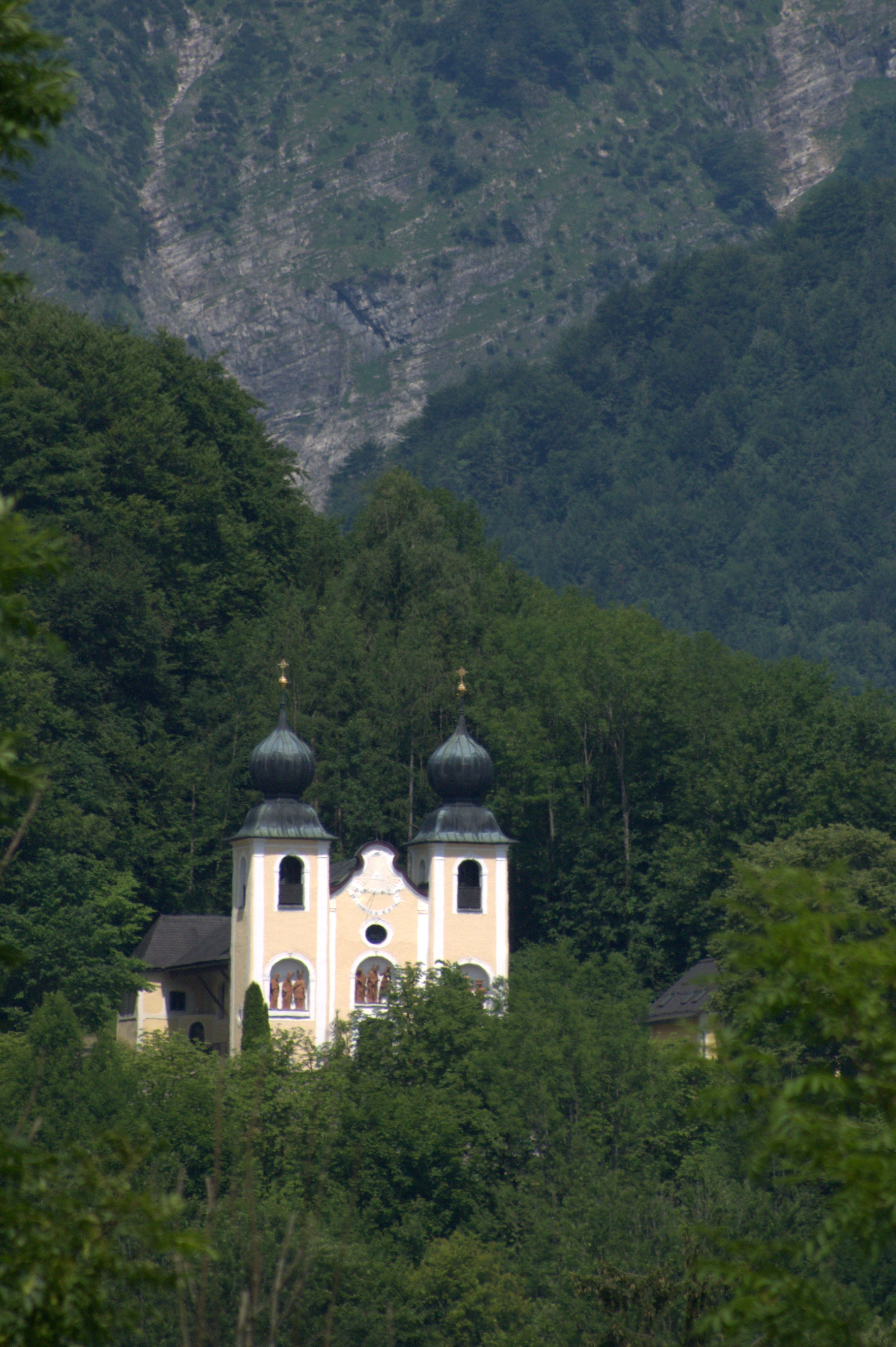
Die heute im Wald stehende Kirche (2013)

Noch bis Mitte des 19. Jahrhunderts war die Flur Ahorn, marktseitig unter dem Kalvarienberg, die 1551 das erste Mal urkundlich ist, gänzlich unbesiedelt. Einziges Gehöft hier war der Haißperger. Erst hinter der Einsattelung lagen mehrere Gehöfte und einige Sacherl, so Kral- und Reitergut, Wehrmeister, Justl- und Zopfengütl, und einige Häuser zur Ischl hin, insgesamt um die 25 Gebäude. Erst mit dem Einsetzen des Sommerfrische-Booms der Gründerzeit entstanden hier hauptsächlich mehr oder minder prächtige Villen in bester Lage, um 1900 waren es schon 50 Häuser. Seither ist die Ortschaft – bis auf die ortsferneren Lagen gegen Lindau hin – weitestgehend mit dem Stadtkern verwachsen. Die ursprüngliche Flur Ahorn unterhalb der Kalvarienbergkirche, früher Wiese, ist heute bewaldet.
Die Kalvarienbergkirche ist eine Barockkirche, die prominent über Ischl steht. Im Umfeld finden sich noch weitere Kleinbauten des Kreuzwegs.

Etwas oberhalb der Passlage (Kreuzung Rudolf-von-Alt-Weg/Thomas-Ender-Weg) befindet sich die Leschetizkyhöhe, ein schöner Aussichtspunkt. Sie ist nach dem Musiker Theodor Leschetizky benannt, der oft Sommergast in Ischl war. Auch Johannes Brahms schätzte den Platz (dass er hier um 1880 das Schlaflied „Guten Abend, gut’ Nacht / Wiegenlied“ schrieb, dürfte hingegen nur eine örtliche Erzählung sein, es entstand schon 1868 in Bonn). Heute ist die Höhe mit Bankerln unter einem alten Bergahornbaum und einem Denkmal für den Namensgeber ausgestattet.

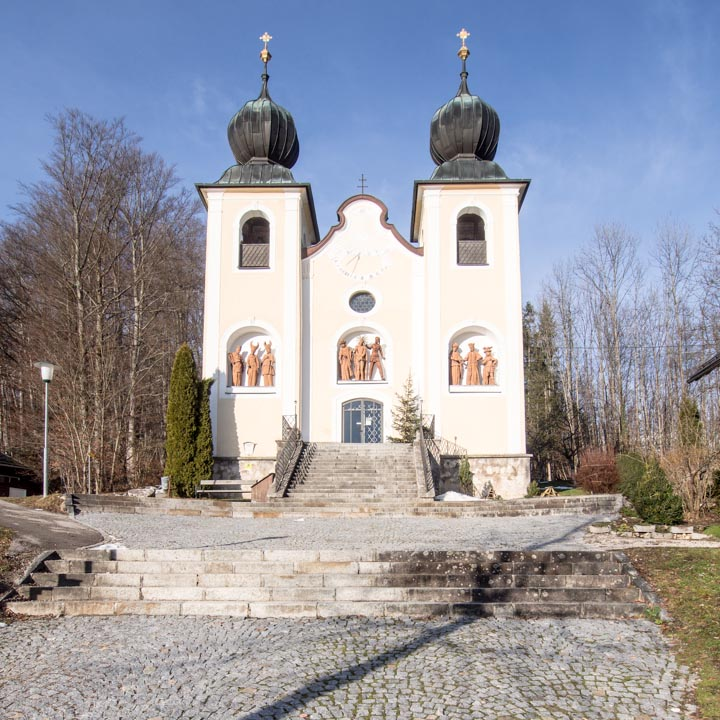
Die Kalvarienbergkirche
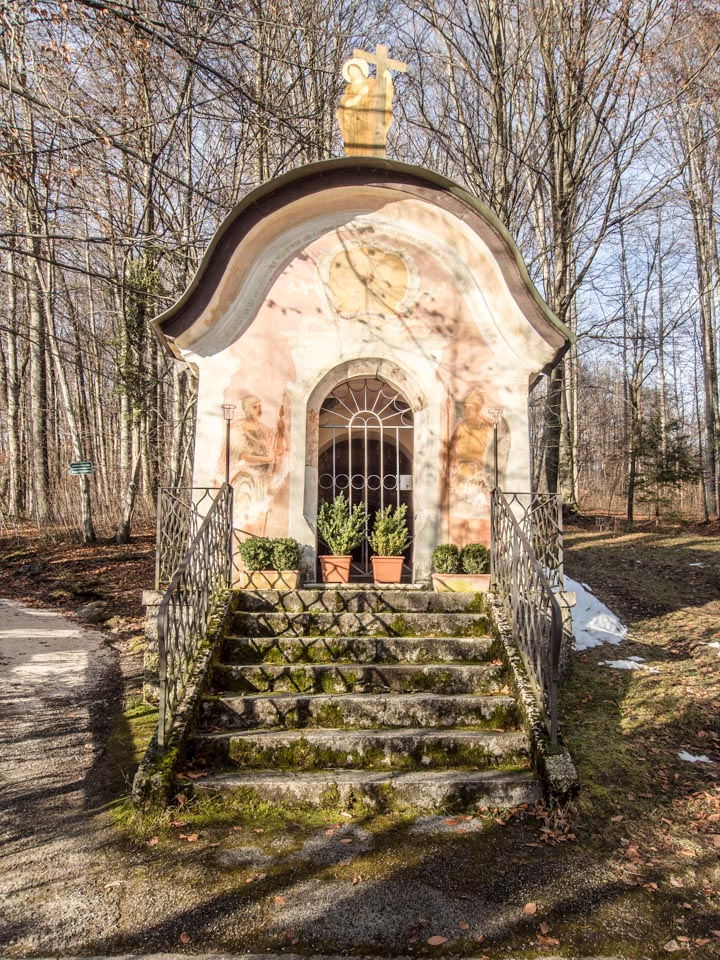
Die Hl.-Grab-Kapelle bei der  Kalvarienbergkirche

## Nachweise
- 40703 – Bad Ischl. Gemeindedaten der Statistik Austria

1. 1 2 3 4  Bei der Kalvarienbergkirche verortete auch der Franziszäischer Kataster 1817–1861 den Namen (Urmappe, als Layer online bei DORIS, diverse Kartenthemen, etwa Erste Landesaufnahmen, Urmappe quality insb. Thema Urmappe oder Kulturatlas).
2. 1 2 3  Kurt Klein (Bearb.): Historisches Ortslexikon. Statistische Dokumentation zur Bevölkerungs- und Siedlungsgeschichte. Hrsg.: Vienna Institute of Demography [VID] d. Österreichische Akademie der Wissenschaften. Salzburg Teil 1, Bad Ischl: Ahorn, S. 84 (Onlinedokument, Erläuterungen. Suppl.; beide PDF – o.D. [aktual.]).
Spezielle Quellenangaben: 
1551: Nach Christa Loidl: Die Hofnamen des Ischllandes. Diss., Univ. Wien 1966.
3. ↑  Teodor Leszetycki. Museum der Stadt Bad Ischl (stadtmuseum.at, abgerufen am 15. März 2017);
Auf den Spuren von Theodor Leschetizky in Bad Ischl. (Memento vom 22. März 2017 im Internet Archive) Eurothermen Bad Ischl > Ausflüge (abgerufen am 15. März 2017).
4. ↑  So zum Beispiel auch: Berühmte Künstler zu Gast in Ischl. Stadtgemeinde Bad Ischl: Wissenswertes über Bad Ischl (abgerufen am 15. März 2017);
Johannes Brahms – Guten Abend, gut’ Nacht. Evangelisches Museum Österreich (abgerufen am 15. März 2017).